# Iwan Jefriemow
Iwan Antonowicz Jefriemow (ros. Ива́н Анто́нович Ефре́мов, ur. 9 kwietnia?/22 kwietnia 1907, zm. 5 października 1972) – radziecki paleontolog i pisarz fantastyki naukowej. Doktor nauk biologicznych, profesor zwyczajny.

## Życiorys
Urodzony w wiosce pod Petersburgiem, od 1924 student paleontologii na uniwersytecie w Leningradzie (dzisiejszy Sankt Petersburg). Nie ukończył studiów, mimo to rozpoczął pracę naukową uczestnicząc w wyprawach m.in. na Ural i do Azji Środkowej. W 1941 uzyskał tytuł doktora biologii. Jefriemow jest autorem ponad 100 publikacji naukowych, w większości dostępnych jedynie w języku rosyjskim. W 1940 stworzył nową naukę – tafonomię, w 1950 opublikował książkę pod tym tytułem; w 1952 otrzymał za to Nagrodę Stalinowską. Był także odznaczony dwoma Orderami Czerwonego Sztandaru Pracy (1945 i 1968) i Orderem „Znak Honoru”.
W 1944 zadebiutował jako pisarz zbiorami nowel. W 1948 wydał powieść Gwiezdne okręty, natomiast w 1957 swoje prawdopodobnie najpopularniejsze dzieło – Mgławicę Andromedy. Inne utwory Jefriemowa to m.in. Księżycowa skała, Serce węża i Wyprawa Ba-Wer-Dżeda. W 1975 nakładem wydawnictwa Mołodaja Gwardija ukazały się w pięciu tomach jego Dzieła zebrane. Współcześnie Jefriemowa uważa się za jednego z najwybitniejszych przedstawicieli powojennej fantastyki radzieckiej.
W 1976 Nikołaj Czernych nazwał nowo odkrytą planetoidę imieniem (2269) Efremiana.
Pochowany na Cmentarzu Komarowskim w Petersburgu.

## Filmowe adaptacje utworów
- 1967: Mgławica Andromedy